# Cleo Powell
Cleo Elaine Powell (12 de enero de 1957) es jueza de la Corte Suprema de Virginia. Tomó posesión para el cargo el 21 de octubre de 2011, y su mandato finaliza el 31 de julio de 2023. La jueza Powell es la primera mujer afroamericana del alto Tribunal de Virginia y la quinta mujer en prestar servicios en el Tribunal.
Nacida en el Condado de Brunswick, Virginia, se licenció por la Universidad de Virginia en 1979 e hizo el Doctorado en Jurisprudencia de la Facultad de Derecho de la Universidad de Virginia en 1982.
Powell pasó por todos los niveles del sistema judicial de Virginia como jueza, trabajando como Jueza del Tribunal General de Distrito en Chesterfield, Virginia y Colonial Heights, Virginia desde 1993 hasta 2000, Jueza del Tribunal de Circuito en las mismas jurisdicciones desde 2000 hasta 2008, y en el Corte de Apelaciones de Virginia desde 2008 hasta 2011. En 2013, Powell fue honrada como una de las " Mujeres de Virginia en la Historia " de la Biblioteca de Virginia.